# Dark Sky Island
Albums de Enya
The Very Best of Enya
(2009)
Dark Sky Island est le huitième album studio de la chanteuse, autrice-compositrice et claviériste Enya, publié le 20 novembre 2015 par Warner Music à l'international et par la Reprise Records aux États-Unis. Après la sortie de son album de 2008 And Winter Came..., Enya a pris une longue pause de l'écriture et l'enregistrement de la musique jusqu'en 2012, lorsqu'elle a commencé à travailler sur un nouvel album avec ses partenaires, le producteur Nicky Ryan et son épouse, la parolière Roma Ryan. L'album a été inspiré par l'île de Sercq et sa récente désignation de réserve de ciel étoilé, et une collection de poèmes écrits par Roma sur les îles.
Dark Sky Island a reçu des critiques positives de la critique et a été un succès commercial dès sa sortie. Il a été numéro quatre au Royaume-Uni – il est l'album d'Enya qui a la position la plus élevée dans les «chartings» du pays depuis Shepherd Moons en 1991 – et numéro huit sur le Billboard 200 aux États-Unis. Il a d'ailleurs atteint le top cinq dans neuf autres pays. Une édition vinyle a été publiée le 18 décembre 2015, le premier vinyle d'Enya depuis 1992, lors la réédition de son album Enya de 1987. Une édition de Luxe dispose de trois pistes supplémentaires. Enya a promu l'album avec une tournée mondiale qui inclut plusieurs entretiens et des interprétations à la télévision de certaines des chansons de cet album, dont un spectacle aux ECHO Award de 2016. Dark Sky Island a été nommé pour le meilleur album New Age de l'année à la 59e cérémonie des Grammy Awards.

## Production

### Derrière l'Album

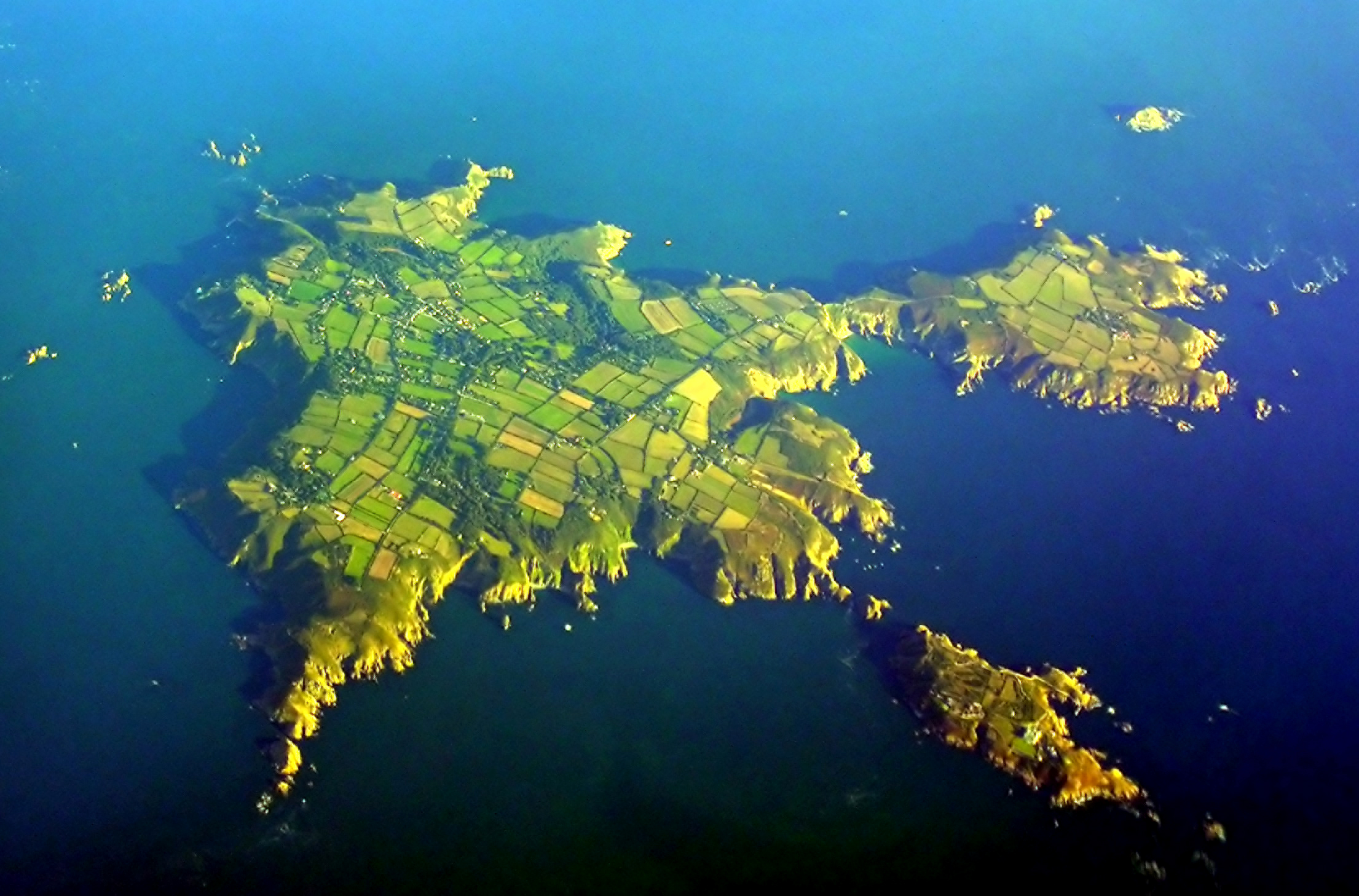
L'île de Sercq, dont l'album tire son titre.

À la suite de la sortie de And Winter Came... (2008), Enya a publié The Very Best of Enya, son deuxième album qui compile les meilleures chansons de sa carrière, en 2009. Elle a ensuite pris une pause prolongée d'écriture et d'enregistrement de nouvelle musique, et a passé son temps à voyager et a acheté une nouvelle maison sur la côte sud de la France. Une pause de la musique a été nécessaire, l'Aigle Studio, son studio d'enregistrement situé dans la maison de ses partenaires, le producteur Nicky Ryan et son épouse, la parolière Roma Ryan, dans Killiney, Comté de Dublin, a été rénové en 2011, ce qui a retardé ses plans de reprendre le travail sur un nouvel album studio.
En 2012, après que les rénovations du studio ont été terminées, Enya a commencé à travailler sur Dark Sky Island, le huitième album de sa carrière. Son titre a été inspiré par la récente désignation de Sercq comme la première île à être une réserve de ciel étoilé, et par une série de livres de poésie écrites par Roma sur les îles. "Dark Sky Island" est la première chanson écrite pour l'album. Enya décrit l'album comme ayant un "thème des voyages", mais n'est pas un album comme l'hiver sur le thème And Winter Came... a été. Elle a parlé de l'album: "journeys to the island; through a length of a lifetime; throughout history; throughout emotions; and through journeys across great oceans".

### Chansons
"The Humming…" est une chanson « qui médite sur le cycle de l'univers et la manière dont le changement affecte tout ». Selon Nicky Ryan, la piste est à l'origine une courte mélodie qu'Enya a commencé à fredonner. Il a ajouté, « Le titre fait référence au son du début de l'univers, qui est à environ quarante-sept octaves en dessous de la touche de piano la plus basse ». Nicky a révélé que les travaux scientifiques sur la compression et à transformer la vibration pour être audible pour l'homme, « captée par le télescope spatial Planck », transforme le son dans un bourdonnement, donnant à la chanson un titre approprié. « So I Could Find My Way » est défini dans "la valse du temps" et composée dans la tonalité de ré majeur. Enya décrit la mélodie comme « très émouvante ». La chanson est dédiée à Mona, la mère décédée de Nicky Ryan et son sujet est « une mère qui s'en va ». Celui-ci est « quelque chose de tout à fait universel... Vous pensez qu'elle a laissé derrière elle dans votre vie. C'est ce que vous en souviendrai toujours. Ce que ses histoires étaient, ce qu'elle a espéré pour toi, en espérant que tu trouverais ton chemin ». « Even in the Shadows » est joué en partie à la contrebasse par Eddie Leepar, un musicien de rock Irlandais et de jazz. Lee était un membre de Those Nervous Animals de Sligo, Irlande, qui avaient le même label, la Tara Musique label, que le groupe Clannad dans les années 1980; Enya a été membre de Clannad, de 1980 à 1982.
Il y a deux chansons dans l'album dont les paroles sont en Loxian, un langage créé par Roma Ryan, utilisé la dernière fois dans Amarantine (2005). Ces chansons font l'accent sur le « thème intergalactique », d'un autre monde et des contes futuriste de Roma Ryan écrits en Loxian, ainsi que la chanson « Astra et Luna ». « Echoes in Rain » est écrite en gamme mineure, spécifiquement en fa dièse mineur, et a un « rythme de célébration de la fin d'un voyage ». La chanson comprend un pont au piano, semblable aux solo de piano d'Enya sur ses albums précédents. La voix d'Enya s'étend sur deux octaves, de B2 à E5. Les paroles décrivent les sentiments d'un long retour à la maison, en passant par la nuit et par le jour, avec les versets détaillant la façon dont l'environnement et les émotions changent tout au long du voyage. « I Could Never Say Goodbye » est un complainte irlandaise. « Sancta Maria » mélange synthétiseurs et instruments classiques.

## Promotion
L'album a été annoncé par Enya sur son site internet en septembre 2015. Le titre, le premier single et la liste des pistes ont été annoncés le 7 octobre 2015, une édition en vinyle a été émise, faisant de Dark Sky Island le premier vinyle d'Enya depuis la réédition de son album éponyme en 1992.
Dans les semaines qui précèdent la sortie de Dark Sky Island, divers compte officiels d'Enya sur les médias sociaux ont publié des entretiens avec Enya et sa parolière Roma Ryan, des photos exclusives et des moments « derrière les coulisses », des vidéos et de l'information sur exclusives sur iTunes sur la publication anticipée des chansons de cet album. C'est la première utilisation des médias sociaux pour promouvoir la musique d'Enya ainsi que pour donner de l'exclusivité aux fans,,. En se lançant dans la promotion pour Dark Sky Island, Enya a elle-même promu l'album en Grande-Bretagne et en Irlande, en étant interviewée par le Irish Times, en étant invitée à la BBC Radio 4 le 19 novembre 2015, et à d'autres grandes émissions de radio, comme Le Chris Evans Breakfast Show sur BBC Radio 2 et le show de Gerry Kelly sur BBC Radio Ulster lors du jour de la sortie de l'album,,,. Elle a ensuite promu l'album dans le monde entier, avec des interviews au Japon et aux États-Unis aux nouvelles du matin à la télévision,,. Le 13 décembre 2015, Enya a donné une performance surprise au spectacle de Noël de l'Universal Studios Japan à Osaka, au Japon, de deux chansons - « Orinoco Flow » et « Echoes In Rain ». Elle a appelé cela un « cadeau surprise » pour les fans Japonais, et a complimenté les célébrations de la journée. Le 18 janvier 2016, Enya a été interviewée par Russell Davies sur BBC Radio 2. Le 2 mars 2016, Enya a été interviewée par Simon Mayo sur BBC Radio 2 après une invitation à This Morning. Pour promouvoir l'album aux États-Unis, Enya a chanté « Echoes In Rain » à l'émission Live! avec Kelly et Michael, « Even in the Shadows » à Good Day New York et a été interviewée au HuffPost Live. Le 7 avril 2016, Enya a chanté « Echoes in Rain » aux ECHO Award de 2016.

## Publication
Dark Sky Island a été publié sur CD et en téléchargement numérique le 20 novembre 2015. Il est sorti sur le LP le 18 décembre 2015.
Deux singles promotionnels de l'album ont été publiés. « So I Could Find My Way » a été publié numériquement le 30 octobre 2015. Sa vidéo musicale, publiée le 6 novembre, montre Enya chantant dans la Chapel Royal Church de Dublin avec un ensemble d'instruments à cordes et un chœur féminins. « The Humming... » a été publié numériquement le 13 novembre, accompagnée d'une vidéo avec paroles publiée le même jour.
Dark Sky Island est entré dans le UK Albums Chart au no 4, la position la plus élevéée pour un album d'Enya depuis Shepherd Moons (1991). Aux États-Unis, le Dark Sky Island a fait ses débuts au numéro 8 sur le Billboard 200, avec de 48 000 équivalent album unités; elle a vendu plus de 46 000 exemplaires dans la première semaine de sa sortie. En octobre 2016, l'album s'était vendu à 160 000 exemplaires aux États-Unis.
Dark Sky Island  a terminé 2015 avec la 40e meilleure vente d'album de l'année avec 900 000 exemplaires vendus dans le monde.

## Critiques
Dark Sky Island a reçu principalement des critiques positives de la critique musicale. Sur Metacritic, qui assigne une note sur 100, l'album a reçu une moyenne de score de 78, qui indique «des critiques généralement favorables», basé sur 8 évaluations. Dans son examen avec AllMusic, Timothy Monger done à l'album quatre étoiles sur cinq. Il a écrit l'album «a toutes les thématiques et les sons sont caractéristiques d'Enya, mais avec beaucoup plus de faits saillants de ses deux derniers albums» et souligne «The Humming» comme «l'une des meilleures pistes qu'elle ait produite depuis des décennies, et que celle-ci ressemble à un sombre cousin du chef-d'œuvre de 1991 «Caribbean Blue». Il résume que l'album parvient à exploiter certains points de la puissance et de la créativité de l'Enya des premiers jours et se paire à la fois à la confiance et à l'ombre de l'âge». Dans le Evening Standard, John Aizlewood donne à l'album une note semblable, résumant avec «magnifique dans tous les sens» et «chansons construit avec la couche sur la couche de chant... la couche sur la couche de l'instrumentation et de la couche sur la couche de luxueux, noble, indéniablement spirituelle de la chaleur».
Siobhan Kane, de L'Irish Times donne à l'album de quatre étoiles sur cinq, et louange la puissance vocale d'Enya «qui parvient à être à la fois fragile et forte» à «So I Could Find My Way», et faire un résumé de l'album «nourrissante et immersif». Brad Nelson, dans sa critique pour Pitchfork, a comparé l'album à «être embrassé par de l'air» et dit avec «confiance» que Dark Sky Island a été le meilleur album d'Enya depuis The Memory of Trees (1995), publié près de vingt ans avant; il a donné un avis positif et un score de 7,1 sur 10. Il écrit qu'Enya de «dérive quelque peu de son esthétique» et a cité «Even in the Shadows» comme un exemple de premier ordre et, par conséquent, appelé «l'un des meilleurs albums».

## Pistes
Tous les textes ont été écrits par Roma Ryan la musique composée par Enya et toutes les chansons produites par Nicky Ryan. Tous les instruments (à l'exception de la contrebasse sur «Even in the Shadows") et le chant effectué par Enya.
| 1.  | The Humming               | 3:42 |
| 2.  | So I Could Find My Way    | 4:25 |
| 3.  | Even in the Shadows       | 4:13 |
| 4.  | The Forge of the Angels   | 5:12 |
| 5.  | Echoes in Rain            | 3:33 |
| 6.  | I Could Never Say Goodbye | 3:28 |
| 7.  | Dark Sky Island           | 4:56 |
| 8.  | Sancta Maria              | 3:50 |
| 9.  | Astra et Luna             | 3:20 |
| 10. | The Loxian Gate           | 3:33 |
| 11. | Diamonds on the Water     | 3:33 |

| 12. | Solace              | 3:56 |
| 13. | Pale Grass Blue     | 3:33 |
| 14. | Remember Your Smile | 2:57 |

## Personnel
- Enya – chant, claviers, synthétiseurs, percussions
- Eddie Lee – contrebasse sur «Even in the Shadows»

### Production
- Roma Ryan – paroles (langue Loxian), écriture
- Nicky Ryan – arrangement, ingénieur du son, mixeur, conception de la pochette
- Dick Beetham – mastering à 360 Mastering Hastings
- Daniel Polley – numérique, conseiller, technicien
- Simon Fowler – conception de la pochette, photographies
- Richard Welland – mise en page du livret
- Michael Whitham – commissionnaire|